# St. Blasii (Großwelsbach)

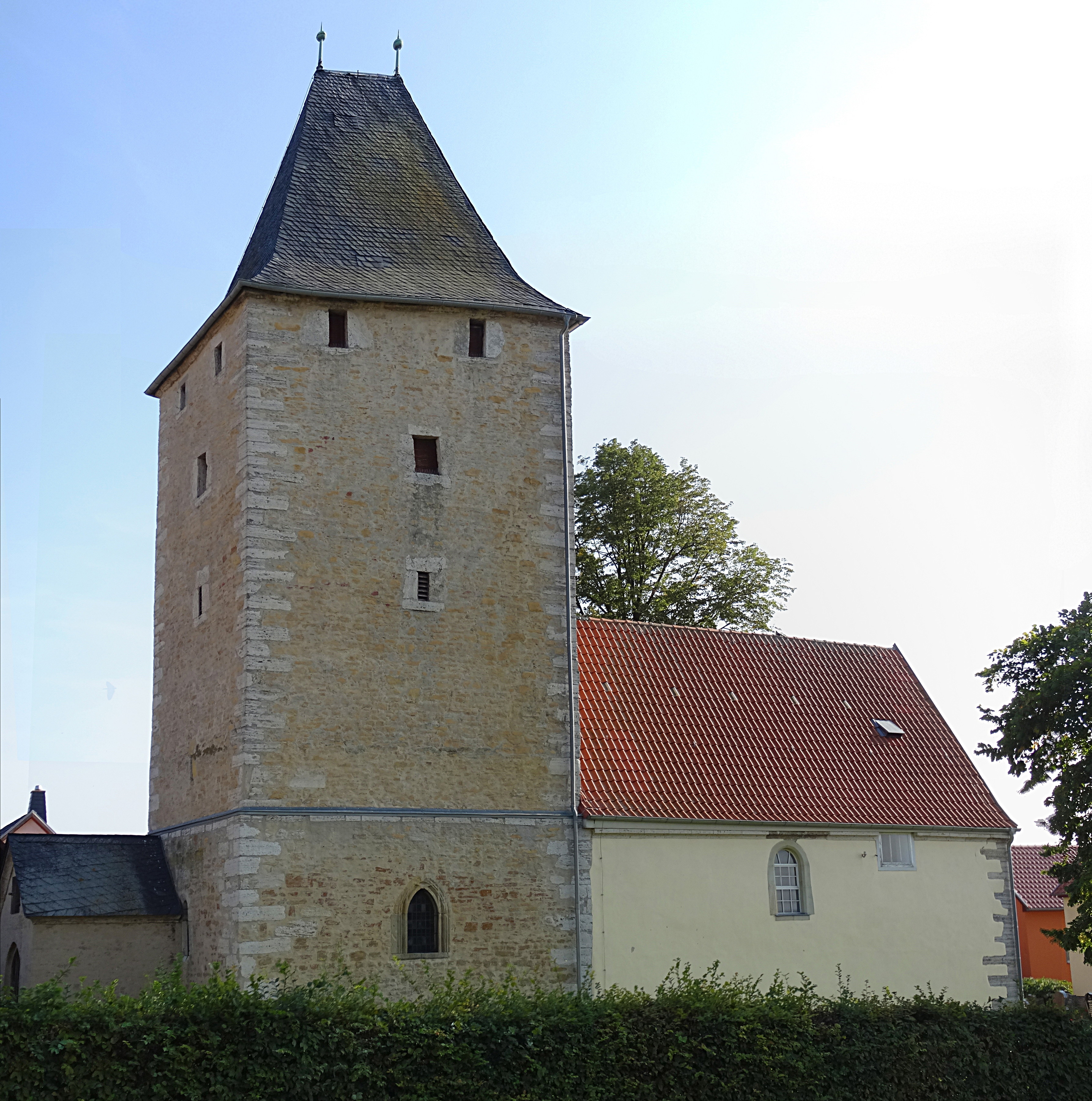
Großwelsbach, St. Blasii

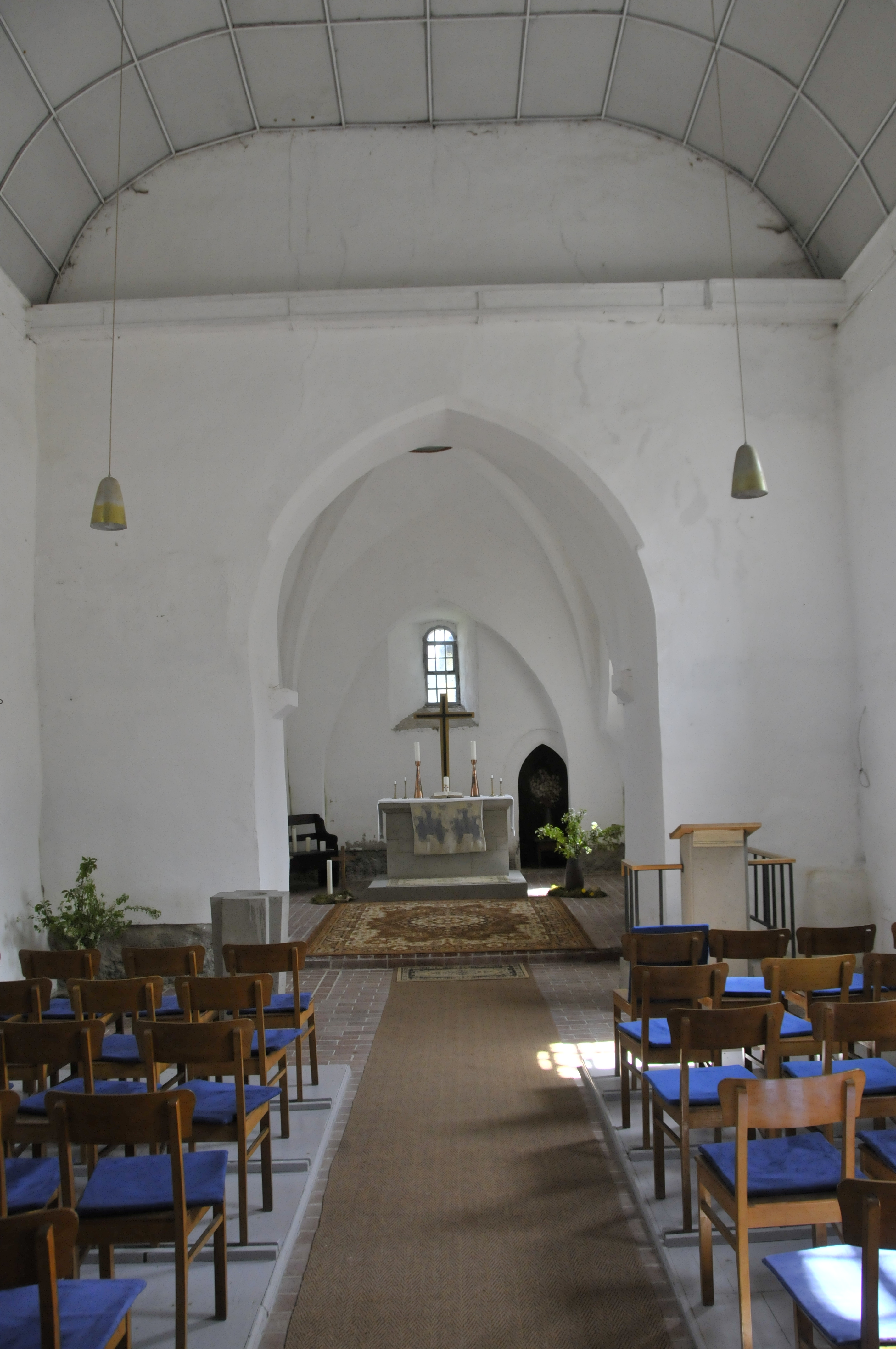
Innenansicht

Die evangelisch-lutherische Kirche St. Blasii steht in der Kirchgasse von Großwelsbach, einem Ortsteil der Stadt Bad Langensalza im Unstrut-Hainich-Kreis in Thüringen. St. Blasii gehört zur Kirchengemeinde Großwelsbach des Pfarrbereichs Kirchheiligen im Kirchenkreis Mühlhausen der Evangelischen Kirche in Mitteldeutschland.

## Beschreibung
Die im Kern mittelalterliche aus Grenzdolomit gebaute Saalkirche wurde 1195 erstmals erwähnt. Sie wurde mehrfach verändert. Das Langhaus der Wehrkirche ist mit einem Satteldach bedeckt. Am mächtigen Chorturm aus dem Jahre 1503 ist in gotischen Versalziffern die Jahreszahl 1503 angebracht. Die Fenster im Norden von 1503 sind mit Stabwerk ausgestattet. Das Innenraum ist mit einer Holzbalkendecke überspannt, die von Vouten unterstützt wird. Der Chor hat ein Kreuzrippengewölbe. Der Triumphbogen zwischen Kirchenschiff und Chor ist spitzbogig. Die Glocke wurde 1629 von Hieronymus und Melchior Moeringk aus Erfurt gegossen.
Die Orgel mit elf Registern, verteilt auf ein Manual und ein Pedal, wurde 1888 von Friedrich Petersilie aus Bad Langensalza gebaut.